# Puccinia saltensis
Puccinia saltensis ist eine Ständerpilzart aus der Ordnung der Rostpilze (Pucciniales). Der Pilz ist ein Endoparasit von Pfriemengräsern (Stipa spp.) und Nassella-Arten. Symptome des Befalls durch die Art sind Rostflecken und Pusteln auf den Blattoberflächen der Wirtspflanzen. Sie ist ein Endemit Chinas.

## Merkmale

### Makroskopische Merkmale
Puccinia saltensis ist mit bloßem Auge nur anhand der auf der Oberfläche des Wirtes hervortretenden Sporenlager zu erkennen. Sie wachsen in Nestern, die als gelbliche bis braune Flecken und Pusteln auf den Blattoberflächen erscheinen.

### Mikroskopische Merkmale
Das Myzel von Puccinia saltensis wächst wie bei allen Puccinia-Arten interzellulär und bildet Saugfäden, die in das Speichergewebe des Wirtes wachsen. Aecien oder Spermogonien der Art sind nicht bekannt. Die Uredien sind klein und zimtbraun und wachsen blattoberseitig. Ihre dunkel zimtbraunen Uredosporen sind ellipsoid bis breitellipsoid, 18–25 × 16–20 µm groß und fein stachelwarzig. Die oberseitig wachsenden Telien sind schwarzbraun, früh unbedeckt und kompakt. Die haselnussbraunen Teliosporen sind zweizellig, in der Regel keulig-ellipsoid bis langellipsoid und 33–45 × 16–19 µm groß; ihre Stiele sind gelb bis golden und bis zu 55 µm lang.

## Verbreitung
Das bekannte Verbreitungsgebiet von Puccinia saltensis umfasst Südamerika von Argentinien bis Ecuador.

## Ökologie
Die Wirtspflanzen von Puccinia saltensis sind verschiedene Pfriemengräser (Stipa spp.) und Nassella-Arten. Der Pilz ernährt sich von den im Speichergewebe der Pflanzen vorhandenen Nährstoffen, seine Sporenlager brechen später durch die Blattoberfläche und setzen Sporen frei. Die Art verfügt über einen Entwicklungszyklus, von dem bislang lediglich Telien und Uredien sowie deren Wirt bekannt sind; Spermogonien und Aecien konnten dem Pilz nicht zugeordnet werden.